# プリンス・スタンダード
『プリンス・スタンダード』は、別天荒人による日本の漫画作品。『コミックガム』（ワニブックス）にて連載されていた。読み切りが好評となり連載にいたる。現在はマッグガーデンから新装版が全6巻で刊行されている。ファンタジーストーリーで、時代設定などは不明。主人公が冒険に憧れるなどありがちな設定ではあるが、作者の趣味によるマニアックなギャグが他にはないものとなっている。漫画の世界側と作者のリアル側でのやり取りが頻繁にある。また、女性陣の服装は現代に通じるものがある。

## あらすじ
冒険に憧れ城を飛び出した世間知らずの王子スタア。冒険とはほど遠い生活を送るが、様々な人間と出会い葛藤し成長していく。

## 登場人物
スタア＝スクリーム＝シックスショット
本作中における主人公。「冒険」に憧れる世間知らずの王子様、伝説の蛮王を父に持つ。城を抜け出し冒険の旅に出たが途中で出会う魔法使いキッドに命を狙われる（本人は気付いていない）。温和でのんき、頑張り屋な性格。しまりのない容姿から「アホ面」呼ばわりされることも。初期ではちゃらんぽらんな王子様ぶりを発揮するが序盤から警備隊に入隊するなど徐々にしっかりとしてくる。が、主人公としての影は薄い。料理が得意。年齢は13歳程度。
キッド＝キッチュ＝セメノフスカヤ
「王族の血肉を食らうもの永遠の命と美貌を手に入れる」という伝説を信じスタアの命を狙う魔法使い。妄想癖があり、口が悪く勢いまかせで行動することが多々ある。ハウンドにスタアと恋仲だと勘違いされ憤慨するが、後半ではまんざらでもない様子。現にスタアを殺しても意味がない事が判明した際に喜んでいる表情を見せる。ラッパよりもお尻が大きい事と、キッドという名前がコンプレックス。年齢は14歳程度。
リジィ＝サンダークラッカー
自由都市マキシの警備隊。仕事熱心で気性が荒く「冒険」を巡ってスタアと衝突するが、スタアが警備隊に入隊した際チームを組まされる事になる。同チームのヒカルがサボると怒りの矛先をスタアに向けるが、徐々に打ち解けていく。幼少のころスタアの父メガロに生まれた村を焼き払われ、その事を恨んでいる。額の広さをひどく気にしている為、ハゲに関する悪口を頻繁に言われている。年齢は16歳程度。
ヒカル（マグナ）
自由都市マキシの警備隊でスタアとリジィと同チーム。容姿は美青年でとても気さくでキザな性格。人を勝手に変な愛称で呼び周りを戸惑わせている。警備隊の仕事はサボり気味でリジィを頻繁に怒らせているが、謎めいたうかがえる存在に魔法使いのキッドにはただ者ではないと思われている。
ラッパ
キッドの友人（？）キッドの野望を邪魔し横取りしようと日々企む。性格は唯我独尊で容姿に関しては自称「キュートでシャインでラブリー」。キッドとは魔法雑貨屋「申天」で知り合い打ち解けるがすぐにソリが合わないと分かり今のような関係になる。亜人間（ホムンクルス）を下僕とし外出する際は連れて歩いたりパシらせたりするが、以前は三姉妹の三女であるラッパ自身が二人の姉にパシらされていた。長女のフレアを恐れている。年齢は14歳程度。
ジャーゴ
亜人間の一人。洋服に「5」のマークがあるが名前と掛けたダジャレだと作者談。ヘルメットのような物を被っており、それから髪の毛が突き出ているその容姿から、スタアに「ソニック頭の人」と称された事がある。性格は喧嘩っ早いがラッパをかばったり助けたり、サーゴが危機に陥った時は涙を流し雄叫びをあげるなど意外と人情深い面もうかがえる。「鬼バッド」という武器を操る。
サーゴ
亜人間の一人。洋服に「3」のマークがあるが名前と掛けたダジャレだと作者談。容姿は肌が黒く髪も黒い。亜人間に一貫してみられる長い耳にピアスをしている。性格は穏やかで間抜け。マゾっけが強くラッパに虐められるのを快感としている。第11話でジャーゴを助ける為に毒針を口から飛ばすが、その毒で自分がやられてしまう失態をおかし、以後アホのレッテルを貼られる。ヒカルを目の敵にしている。
ドッカ
亜人間の一人。洋服の「8」のマークはキャラのモデルになった人から取ったと作者談（服装、名前、数字などからしてドカベンがモデルであると推測）。亜人間のまとめ役。しっかり者で優しい。ジャーゴとサーゴを体内に収納できる機能を持つ。一見保守的な印象だがサーゴの仇を取る際には必殺技を特訓したりと攻撃的な一面も（必殺技の名前は「スゴイデブハリケーン」）。頭からジャーゴ専用の鬼バッドを出す。